# Alvise Cippico
Alvise Cippico ou Ivan Cippicus (16 de setembro de 1456 – 2 de março de 1504) foi um prelado católico romano que serviu como arcebispo de Zadar (1503) e bispo de Famagusta (1488–1503).

## Biografia
Alvise Cippico nasceu em Trau a 16 de setembro de 1456. No dia 22 de outubro de 1488, foi nomeado Bispo de Famagusta durante o papado de Inocêncio VIII. A 11 de dezembro de 1503, foi nomeado durante o papado de Júlio II como Arcebispo de Zadar. Faleceu em Roma a 2 de março de 1504 antes que pudesse tomar posse da sé.